# Żupa (jednostka administracyjna)
Żupa (w znaczeniu: żupanat) – wczesnośredniowieczny odpowiednik kasztelanii. W dawnej Polsce i u Słowian południowych kasztelana stojącego na czele komitatu tytułowano komesem lub żupanem. Po łacinie pierwotnie określano tę godność jako prefectus, potem już jako castellanus. 
W Europie Zachodniej odpowiednikiem żupanatu było hrabstwo, na czele którego także stał komes – hrabia (łac. comes, fr. comte, niem. Graf).
Żupy występowały również w późniejszych okresach, np. w okresie międzywojennym była to jednostka administracyjna w Czechosłowacji.